# Sóng vỡ

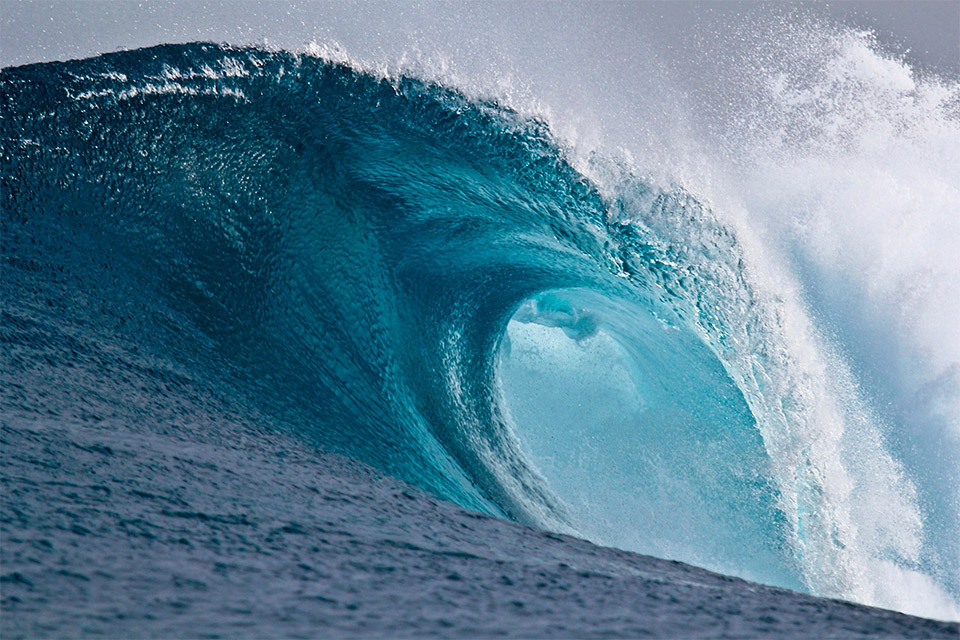

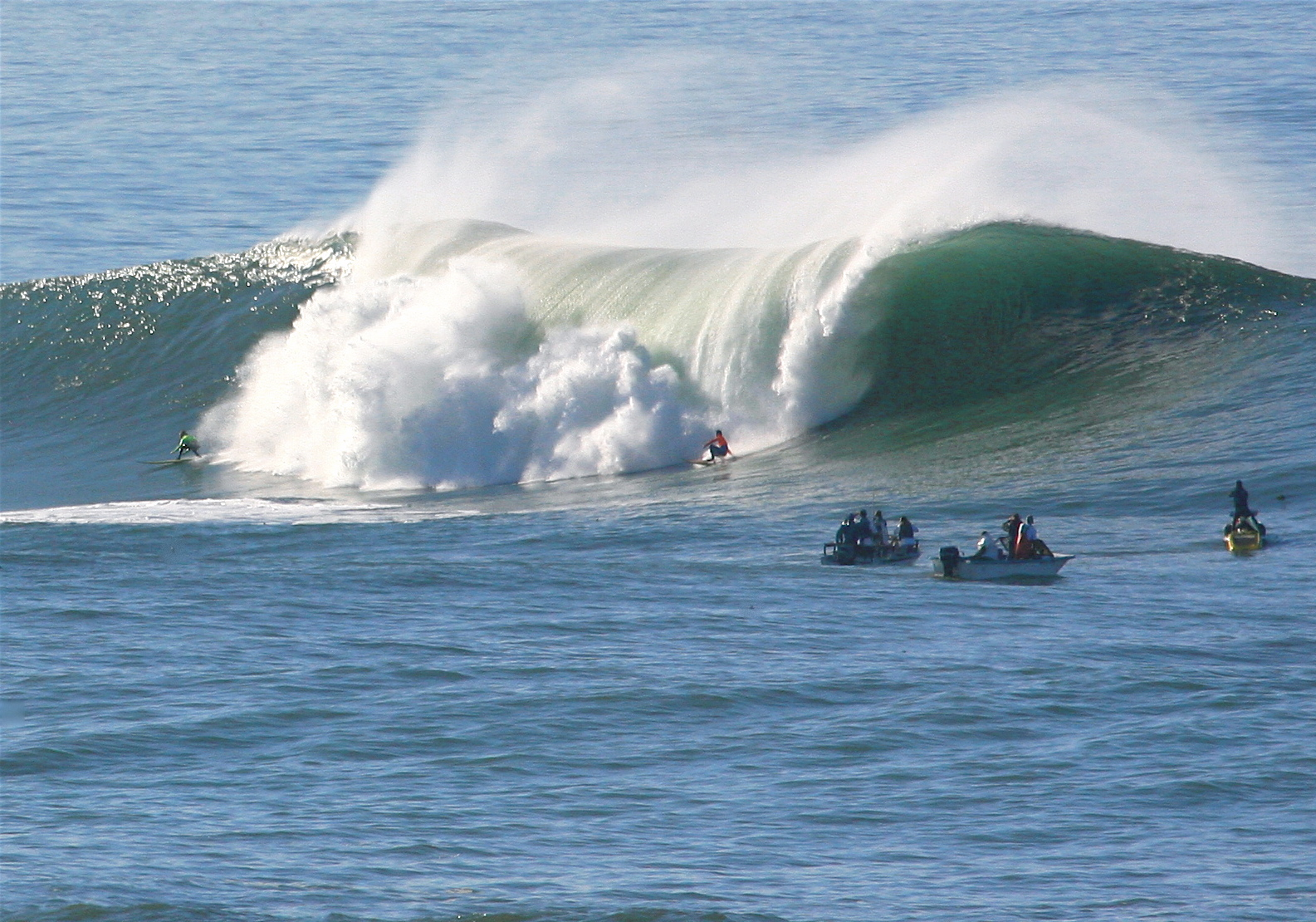

Trong động lực học chất lưu, một con sóng vỡ là một con sóng mà biên độ của nó đạt tới một mức giới hạn mà tại đó một số quá trình đột nhiên bắt đầu diễn ra, khiến một lượng lớn năng lượng sóng biến thành động năng hỗn loạn. Vào lúc này, các mô hình vật lý đơn giản mô tả động học của sóng thường trở nên vô hiệu, đặc biệt là những cái giải quyết hành vi tuyến tính.
Loại sóng vỡ quen thuộc thông thường nhất là hiện tượng vỡ của sóng bề mặt nước trên đường bờ biển. Hiện tượng vỡ sóng thường xảy ra khi biên độ đạt tới điểm mà đầu sóng thực sự đảo ngược. Các hiệu ứng cụ thể khác trong động lực học chất lưu đã được đặt thuật ngữ là "sóng vỡ", một phần là so sánh với sóng bề mặt nước. Trong khí tượng học, sóng trọng trường khí quyển được coi là vỡ khi sóng sản sinh ra các vùng mà tại đó nhiệt độ tiềm năng tăng lên với độ cao, dẫn tới sự tiêu tan năng lượng thông qua sự không ổn định đối lưu; tượng tự thế sóng Rossby được coi là vỡ khi gradien độ xoáy nước tiềm năng bị đảo ngược. Vỡ sóng cũng xảy ra đối với plasma, khi vận tốc hạt vượt quá vận tốc pha của sóng.